# NGC 2391
NGC 2391 je zvijezda u zviježđu Blizancima. 

## Vanjske poveznice
- SEDS: NGC 2391